# André Americano Malinski
André Americano Malinski (Marcelino Ramos, 7 de outubro de 1966 – Curitiba, 15 de novembro de 2021) foi um artista plástico, carnavalesco, designer, educador e historiador brasileiro.

## Biografia
André Americano Malinski cresceu na cidade de São Jorge d'Oeste. Ali aconteceram as primeiras experiências estéticas que inspiraram sua produção adulta: os artefatos interioranos e domésticos e as imagens de santos, ornamentações de igrejas e capelinhas foram transformados em obras de arte  .
Em 1981, mudou-se para capital do estado para cursar o segundo grau. Em Curitiba, integrou grupos de teatro amadores e ingressou na faculdade de Arquitetura da Universidade Federal do Paraná, mas não concluiu o curso. Nessa época, Malinski integrou grupos de teatro amador, como o “Grupo É Hoje!”, sob a direção de Jorge Teles. Também fez as suas primeiras "montações" performativas em Drag (de estilo “dark” ou pós-punk) e desenvolveu uma linha de acessórios com inspiração retrô, que participaram de desfiles e sessões fotográficas. Teve também algumas experiências com o desenho de figurinos e cenários teatrais.

## Carreira
Após morar dois anos na cidade de São Paulo, quatro anos em Londres e mais um ano morando em Milão, volta para Curitiba em 1996. Na cidade, inicia uma parceria profissional com Marco Teobaldo, criando assim o Grupo Anilina. Nome que adotaria para assinar sua produção individual logo após, com a mudança de Teobaldo para outra cidade, e manteria até 2007.
Em 2000, fez sua primeira exposição individual, “AnilinA - André Malinski, no Inter Americano Galeria de Arte, em Curitiba. Realizou outras seis exposições individuais, com destaque para Sagrados Corações, em 2002, na Casa Romário Martins; Céu de Anil, em 2007, no Circuito Cultural Banco do Brasil (realizado no Museu Oscar Niemeyer); e Deus mora nos detalhes, em 2008, no Memorial de Curitiba . Fez também mostras individuais em cidades do interior do Paraná e na cidade do Rio de Janeiro: Livres do Pecado, em 2010, no Centro Cultural da Justiça Federal; e Sincretismos, em 2014, no Instituto Pretos Novos. Além disso, integrou exposições coletivas em Curitiba, Rio de Janeiro e Madri (Espanha).
Em 2012, iniciou o curso de Licenciatura em Artes Visuais na Escola de Música e Belas Artes do Paraná da Universidade Estadual do Paraná (2012-2016). Durante os estudos trabalhou no setor educativo do Museu Oscar Niemeyer (2013-2017), inicialmente como estagiário e depois como artista-educador. André Malinski participou da elaboração e implantação do programa Arte para Maiores e posteriormente do MON para Educadores.
Em 2018, concluiu o curso de Mestrado em História na Universidade Federal do Paraná com uma dissertação sobre os retratos produzidos pelo artista curitibano Raul Cruz . Em 2019, iniciou o curso de Doutorado na mesma instituição com uma pesquisa sobre as reverberações da questão gay e da crise da AIDS na obra Raul Cruz. 
A produção de Malinski recebeu destaque em textos críticos de Fernando Bini, Nilza Procopiak  e Izabel Liviski. Na tese de doutorado de Adriana Vaz, foi citado como um dos poucos artistas contemporâneos de Curitiba a participar de exposições no Museu Oscar Niemeyer até 2011. A produção e trajetória de Malinski também foram temas de monografia de especialização em História da Arte (EMBAP) por Flávio Jayme, com o título “Anilina pop: a pop art e o kitsch nas obras de André Malinski”, após a realização do projeto fotográfico Tetris Sagrado no ateliê do artista.
Como carnavalesco, André Malinski teve ativa participação em blocos de carnaval em Curitiba (como o “Garibaldis e Sacis”). Nesses espaços, concentrou sua produção artística também na elaboração da persona drag Mohanna .

## Falecimento
André Malinski faleceu no dia 15 de novembro de 2021, aos 55 anos.

## Principais Exposições

### Individuais
2002 - “Sagrados Corações”, na Casa Romário Martins - FCC, Curitiba - PR 
2007 - “Céu de Anil”, dentro do Circuito Cultural Banco do Brasil no Museu Oscar Niemeyer, Curitiba - PR 
2008 - “Deus mora nos detalhes”, placas e outdoors e Memorial de Curitiba - FCC, Curitiba - PR 
2010 - “Livres do Pecado”, no Centro Cultural da Justiça Federal (CCJF), Rio de Janeiro - RJ 
2014 - “Sincretismos”, no Instituto dos Pretos Novos (IPN), Rio de Janeiro - RJ

### Coletivas
1999 - “Batata com Fotos” no Espaço Cultural Beto Batata, Curitiba - PR 
2000 - Arte Pará, Fundação Rômulo Maiorana, Belém do Pará - PA 
2005 - “anilina merege marlondeazambuja”, na Zilda Fraletti Galeria de Arte, Curitiba - PR 
2006 - “Cow Parade” - FCC, Curitiba - PR
2006 - Arte Pará, Fundação Rômulo Maiorana, Belém - PA
2011 - “Ponto de partida” na Galeria Colecionador Contemporâneo, Rio de Janeiro - RJ 
2011 - “ONZE” na Galeria Colecionador Contemporâneo, Rio de Janeiro - RJ
2012 - 15 Fotógrafos Contemporâneos, Espaço Jayabujamra, Curitiba - PR
2013 - "Linha da Alma - desenhos” no Palacete dos Leões, Espaço Cultural BRDE, Curitiba - PR
2013 - "Ninhos" na Villa Hauer Cultural, Curitiba - PR
2013 - “Apresenta” na Anexo Galeria de Arte, Rio de Janeiro - RJ
2017 - "Queer Quarrel” na AIREZ - Galeria de Artistas Independentes, Curitiba - PR
2019 - I Mostra de Artes do Seminário de Estudos Históricos, na UFPR, Curitiba - PR

### Internacionais
2008 - “Arte Contemporáneo Emergente Brasileño” no Espacio Menos1, Madri - Espanha 

### Salões
1999 - 56º Salão Paranaense, MAC, Curitiba - PR.
2000 - 12º Salão de Artes do Iguaçu, Foz do Iguaçu - PR
2001 - X Salão Municipal de Artes Plásticas, João Pessoa - PB 
2007 - 32º Salão de Arte de Ribeirão Preto, Ribeirão Preto - SP.

### Póstumas
2021 - Exposição virtual “Presépios (criações brasileiras)” no Convento Santo Antônio, Rio de Janeiro - RJ
2022 - “Maria Bueno e tantas outras” no Museu Casa Alfredo Andersen, Curitiba – PR

## Lista de Premiações
Prêmio Aquisição 5º Salão de Arte Religiosa - PUC (obras em acervo), Curitiba – PR (2003)
Grande Prêmio Viagem a Paris VI Salão Graciosa de Artes Plásticas, Curitiba – PR (2005)
Prêmio Aquisição 38° Salão de Arte Contemporânea (obras em acervo). Piracicaba – SP (2006)
Prêmio em Reconhecimento à Trajetória, Lei Aldir Blanc, Curitiba – PR (2020) 